# 에비콘역
에비콘역(독일어: Bahnhof Ebikon)은 스위스 루체른주에 에비콘 지자체에 있는 기차역이다. 스위스 연방 철도의 표준궤 추크-루체른선의 중간 정류장이다.

## 운행편
이베콘에서 정차하는 서비스는 다음과 같다.
- 루체른 S-반 S1 : 주르제와 바르 사이를 30분 간격으로 운행한다.